# Eichen-Hainbuchenwälder zwischen Braunschweig und Wolfsburg
Eichen-Hainbuchenwälder zwischen Braunschweig und Wolfsburg este o arie protejată (sit de importanță comunitară — SCI) din Germania întinsă pe o suprafață de 1.324 ha, integral pe uscat.

## Localizare
Centrul sitului Eichen-Hainbuchenwälder zwischen Braunschweig und Wolfsburg este situat la coordonatele 52°21′35″N 10°38′50″E / 52.3597°N 10.6472°E.

## Înființare
Situl Eichen-Hainbuchenwälder zwischen Braunschweig und Wolfsburg a fost declarat sit de importanță comunitară în iunie 2000 pentru a proteja 1 specie de animale.

## Biodiversitate
Situată în ecoregiunea atlantică, aria protejată conține 6 habitate naturale: Formațiuni ierboase bogate în specii de Nardus, dezvoltate pe substraturi silicioase în zone montane (și în zone submontane, în Europa continentală), Liziere de ierburi înalte hidrofile de câmpie și de nivel montan până la alpin, Păduri de fag Luzulo-Fagetum, Păduri de fag Asperulo-Fagetum, Păduri de stejar sau de stejar și carpen sub-atlantice și medio-europene de Carpinion betuli, Păduri aluvionare cu Alnus glutinosa și Fraxinus excelsior (Alno-Padion, Alnion incanae, Salicion albae).
La baza desemnării sitului se află o specie protejată de  amfibieni: triton cu creastă (Triturus cristatus).
Pe lângă speciile protejate, pe teritoriul sitului au mai fost identificate 3 specii de plante.